# 안진걸
안진걸(安辰傑)은 대한민국의  사회운동가이다.

## 학력
- 화순초등학교 졸업
- 화순중학교 졸업
- 광주인성고등학교 졸업
- 중앙대학교 법학과 학사(1999년 2월)
- 경희대학교 대학원 NGO행정학 석사(2002년 8월)

## 경력
- 코리아포커스 사회팀장
- 희망제작소 사회창안팀장
- 대선시민연대 조직팀장
- 광우병위험국민대책회의 조직팀장
- 참여연대 민생희망팀장
- 참여연대 협동사무처장
- 참여연대 사무처장
- 국민대학교 겸임교수
- 한성대학교 외래교수
- 상지대학교 초빙교수
- 성공회대학교 외래교수
- 장애인자립대학 초빙교수
- 경희사이버대 겸임교수
- 참여연대 시민위원회 위원장
- 민생경제연구소 소장
- 상지대학교 발전위원회 위원장
- 대학교육연구소 객원연구원
- 금융정의연대 운영위원
- 더불어민주당 당무위원

## 저서

### 수필
- 《되돌아보고 쓰다》(2018년 9월 4일, 북콤마)

## 기타

### 영화
- 《초혼, 다시 부르는 노래》(2025년 3월 19일 개봉)